# Хвалисы
Хвалисы — древнерусское название народа, обитавшего в Прикаспии. От него Каспийское море называлось Хвалынским морем. Существует ряд версий относительно происхождения этого народа. Татищев называет их «нижними болгарами». В Повести временных лет болгары и хвалисы упомянуты вместе: 
из Руси можеть ити по Волзѣ в Болгары и въ Хвалисы
Словарь Брокгауза ограничивает пребывание хвалисов на нижней Волге IX-X вв. Есть предположение, что хвалисы — это собирательное название исламизированных тюрок. Наиболее распространена версия (П. Лерх, В. В. Бартольд, С. П. Толстов и др.), что хвалисы — это древнерусское название хорезмийцев.